# Nyalam
Nyalam, även känt som Nielamu, är ett härad (dzong) som lyder under staden Shigatse i Tibet-regionen i sydvästra Kina.